# MaryAnn Mihychuk
MaryAnn Mihychuk, née le 27 février 1955 à Vita (Manitoba), est une femme politique canadienne membre du Parti libéral (depuis 2014). 

## Biographie
Elle est députée à la Chambre des communes du Canada pour Kildonan—St. Paul depuis les élections fédérales de 2015. Elle a également été  ministre de l'Emploi, du Développement de la main d'œuvre et du Travail dans l'actuel et 29e conseil des ministres, avant de perdre son poste lors du remaniement ministériel de janvier 2017.
Membre de l'Assemblée législative du Manitoba de 1995 à 2004 (élue de Saint-James puis de Minto) pour le Nouveau Parti démocratique dont elle est membre de 1989 à 2014, elle prend part au cabinet provincial de Gary Doer de 1999 à 2004. Elle le quitte en 2004 pour se présenter à la mairie de Winnipeg la même année mais n'est pas élue.